# Саудівсько-катарський кордон

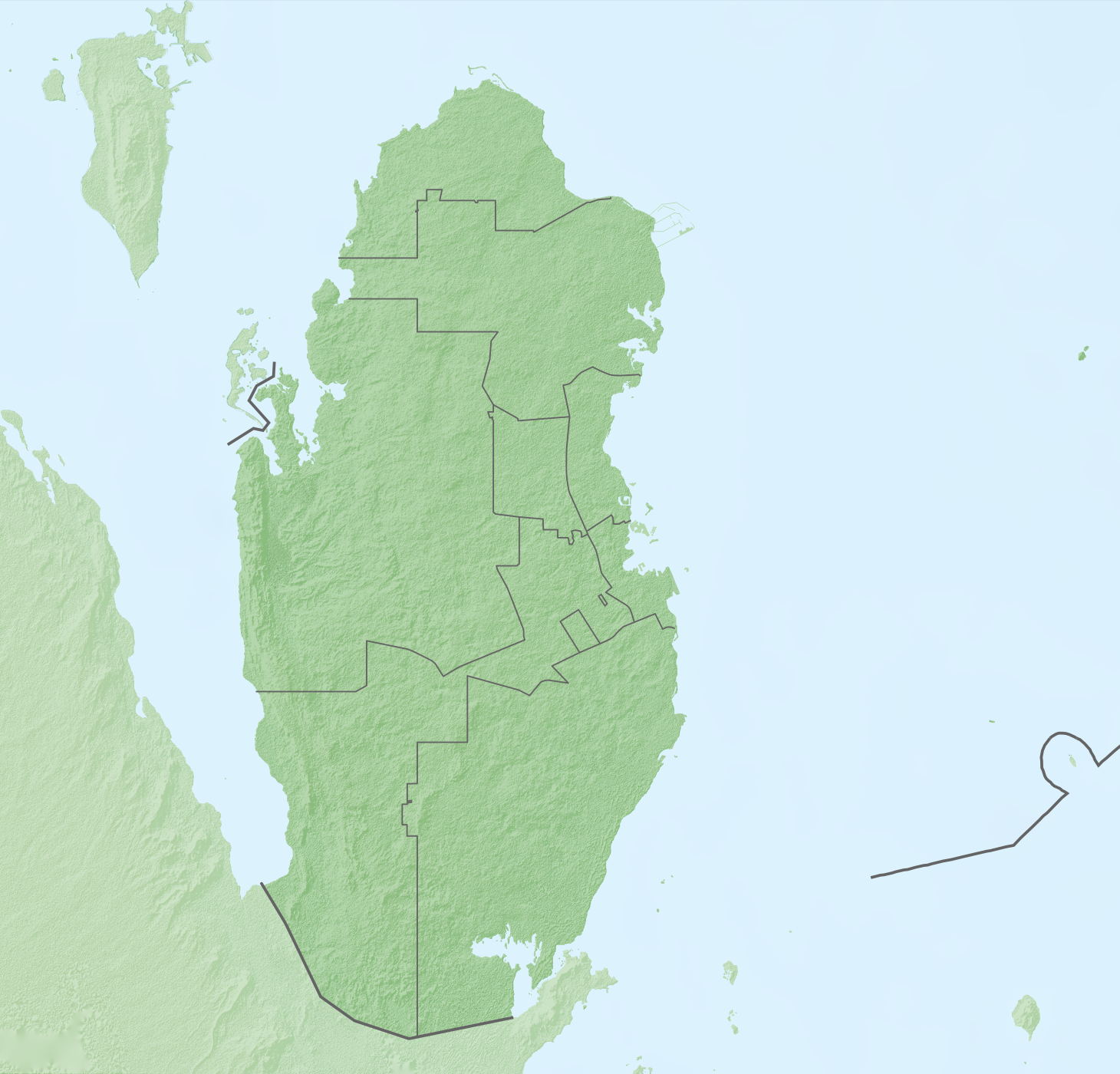
Карта Катару з Саудівською Аравією на півдні

Кордон між Катаром і Саудівською Аравією довжиною у 87 км і тягнеться від узбережжя Бахрейнської затоки на заході до узбережжя Перської затоки на сході.

## Опис
Кордон починається на заході в затоці Салвах, проходить по суші через 4-5 прямих ліній (карти відрізняються за точним зображенням), які утворюють широку дугу, що закінчується на сході біля узбережжя Хавр аль-Удейд.

### Кордон між Катаром та Об'єднаними Арабськими Еміратами

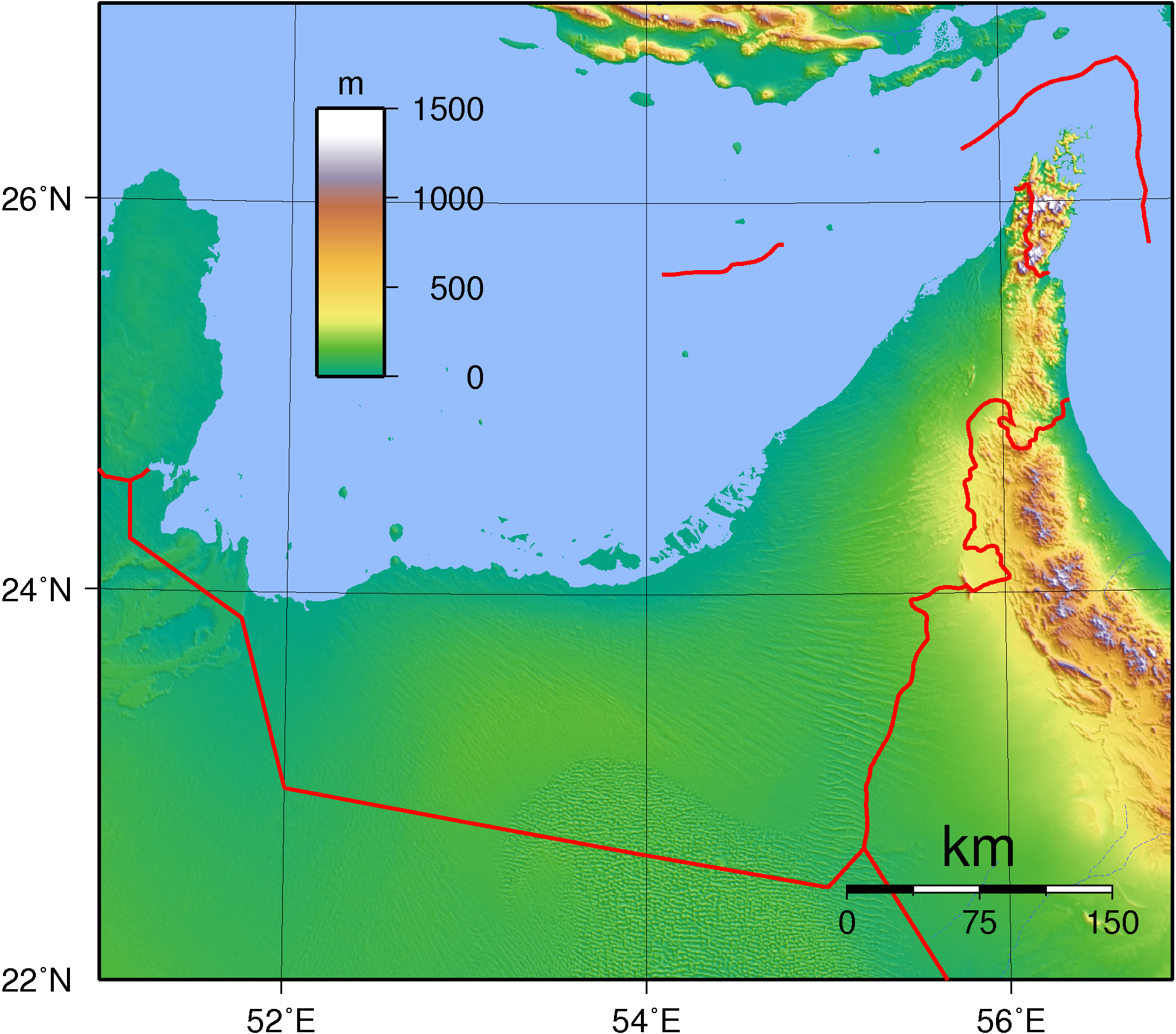
Карта Об'єднаних Арабських Еміратів із зазначенням кордону до 1974 року; зауважте, що на цій карті ОАЕ межує з Катаром.

До підписання Джиддського договору 1974 року між Саудівською Аравією та ОАЕ існувала певна плутанина щодо того, чи має Катар спільний кордон з ОАЕ, оскільки на картах зазвичай зображували довгу еміратську ручку, що торкалася Катару. Цей Договір надав Саудівській Аравії доступ до Хавр аль-Удейд, тим самим усунувши будь-яку можливість того, щоб Катар мав спільний кордон з ОАЕ.

## Історія
Історично в цій частині Аравійського півострова не було чітко визначених кордонів. З 1868 року Великобританія здійснювала контроль над Катаром як де-факто протекторат, офіційно оформлений як такий у 1916 році. Внутрішня Аравія складалася зі слабо організованих арабських угруповань, які час від часу утворювали емірати, найвідомішим з яких був емірат Неджд і Хаса, яким керувала родина ас-Сауд. Британія та Османська імперія теоретично розділили свої сфери впливу через так звані «блакитна» та «фіолетова лінії» у 1913—1914 роках.
Під час Першої світової війни, арабське повстання, підтримане Британією, змогло усунути османів з більшої частини Близького Сходу; у період після цього Ібн Сауду вдалося значно розширити своє королівство, зрештою проголосивши Королівство Саудівська Аравія в 1932 році. Ібн Сауд відмовився визнати англо-османські лінії та висунути претензії на значні частини східної Аравії (так звана «лінія Хамзи»).

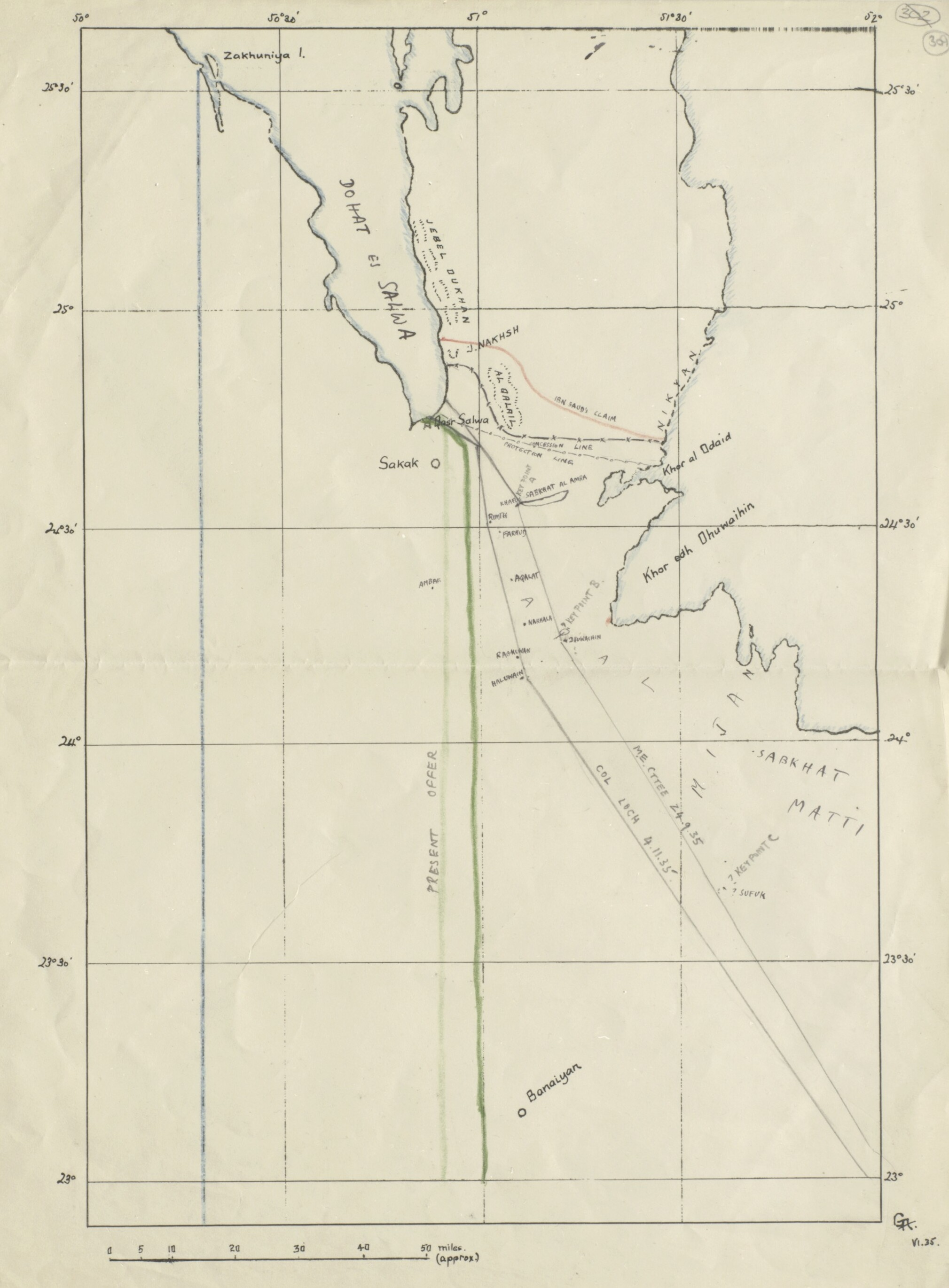
Ескіз карти, що ілюструє прикордонну суперечку між Катаром і Саудівською Аравією, намальований у 1935 році.

25 листопада 1935 року британські офіційні особи зустрілися з Ібн Саудом у спробі остаточно встановити кордон між новим королівством і їхніми прибережними протекторатами, включаючи Катар. Однак конференція виявилася невдалою, і питання залишилося невирішеним. Згідно з британським документом, написаним у 1936 році, головною причиною тертя в територіальній суперечці було те, де повинні закінчуватися південно-західні кордони Катару. Правителі як Катару, так і Саудівської Аравії стверджували, що їхній контроль над районом Дохат-Салва мав історичний прецедент, однак Ібн Сауд стверджував, що шейх Катару раніше поступився йому цією територією, що шейх категорично заперечував.
У листі йшла мова:
Було розглянуто питання про те, що повинен сказати сер Ендрю Раян у відповідь на припущення Фуада про те, що між шейхом Катару та Ібн Джілуві була угода (можливо, до 1916 року), за якою шейх офіційно визнав суверенітет Ібн Сауда над Джебель Накшем. Існування будь-якої такої угоди категорично заперечується шейхом, і учасники зустрічі погодилися, що першим кроком сер Ендрю Раян повинен при будь-якій зручній нагоді попросити уряд Саудівської Аравії надати додаткову інформацію про цю передбачувану угоду; кажучи, що H.M.G. не змогли відстежити нічого подібного і що, шукаючи подальшу інформацію, вони не обов’язково визнають, що якби існування угоди було встановлено, вони могли б визнати її дійсним інструментом.
Однак конференція виявилася невдалою, і питання залишилося невирішеним. У 1955 році, після спроби Саудівської Аравії встановити свій контроль над оазисом Бураїмі на кордоні між Оманом і державами, Великобританія заявила, що відтепер в односторонньому порядку використовуватиме дещо змінену версію «лінії Ер-Ріяда» 1935 року.
Договір про кордон між Катаром і Саудівською Аравією було укладено в 1965 році, хоча точні умови його виконання були давньою суперечкою між ними. У вересні 1992 року між ними виникла напруженість, коли сили Саудівської Аравії нібито атакували катарський прикордонний пост, що призвело до загибелі двох катарських солдатів і ув'язнення третього. У 1999 році між двома сторонами було досягнуто угоди про кордон, а остаточний договір був підписаний у 2001 році.
Після різкого погіршення відносин між Саудівською Аравією та Катаром у 2017 році кордон було закрито. У червні 2018 року Саудівська Аравія оголосила, що планує побудувати канал Салва довжиною 61 км, що проходить уздовж саудівської сторони прикордонного переходу Салва вартістю 745 мільйонів доларів. Канал мав фізично відокремити Катар від його єдиного сухопутного кордону та фактично перетворити його на острів. ЗМІ в Саудівській Аравії натякали на те, що уряд Саудівської Аравії може виділити частину каналу під військову установку та звалище ядерних відходів. 4 січня 2021 року кордон було знову відкрито. Влітку 1852 року експедиція Фахада призвела до зміни кордону, надавши Катару доступ до всього Хор аль-Удейда.